# Ricky Davis
Tyree Ricardo Davis, detto Ricky (Las Vegas, 23 settembre 1979), è un ex cestista statunitense, professionista nella NBA..

## Carriera
Studia nell'Iowa, prima presso la North High School di Davenport ed in seguito presso la University of Iowa, dove rimane un anno.
Davis viene poi scelto dagli Charlotte Hornets al primo giro del draft NBA 1998 con la 21ª scelta. Nei due campionati disputati con la maglia degli Hornets scende in campo mediamente per 12 minuti a partita, partendo in quintetto base 5 volte in tutto. Nel frattempo, la sua spettacolarità lo porta ad essere chiamato a disputare lo Slam Dunk Contest del 2000.
Dopo una stagione trascorsa con i Miami Heat in cui è in lista infortunati per gran parte dell'annata a causa di una frattura al piede destro, il giocatore si trasferisce ai Cleveland Cavaliers. Durante la stagione 2002-03 le cifre di Davis registrano un sensibile aumento grazie ai 20,6 punti di media a partita con 5,5 assist, 4,9 rimbalzi e 1,58 recuperi. Nonostante ciò, la sua stagione è anche segnata dai dissapori con il coach Paul Silas e da alcuni comportamenti poco sportivi, come in occasione del match contro gli Utah Jazz quando il giocatore tirò volontariamente nel proprio canestro, sbagliando di proposito con lo scopo di catturare il 10º rimbalzo e chiudere così in tripla doppia per la prima volta nella sua carriera.
Il 15 dicembre 2003 viene ufficialmente scambiato ai Boston Celtics insieme a Chris Mihm, Michael Stewart, e una seconda scelta futura al draft in cambio di Tony Battie, Eric Williams e Kedrick Brown. Nel 2004 bissa la partecipazione allo Slam Dunk Contest. Rimane con la franchigia biancoverde fino al 26 gennaio 2006 quando è nuovamente scambiato, questa volta ai Minnesota Timberwolves. Altri scambi lo coinvolgono sia il 24 ottobre 2007 quando torna ai Miami Heat, sia il 28 luglio 2008 quando passa ai Los Angeles Clippers.
Il 1º marzo 2010 viene ufficializzato il suo approdo al Türk Telekom, formazione militante nel massimo campionato turco. Nell'ottobre 2010 va in Cina firmando con gli Jiangsu Dragons, ma è tagliato a dicembre dello stesso anno. Un mese più tardi si accorda con i francesi del Roanne.

## Statistiche

### College
| Anno      | Squadra       | PG | PT | MP   | TC%  | 3P%  | TL%  | RP  | AP  | PRP | SP  | PP   |
| --------- | ------------- | -- | -- | ---- | ---- | ---- | ---- | --- | --- | --- | --- | ---- |
| 1997-1998 | Iowa Hawkeyes | 31 | 26 | 26,6 | 46,6 | 30,8 | 69,8 | 4,8 | 2,4 | 1,2 | 0,3 | 15,0 |
| Carriera  | Carriera      | 31 | 26 | 26,6 | 46,6 | 30,8 | 69,8 | 4,8 | 2,4 | 1,2 | 0,3 | 15,0 |

### NBA

#### Regular Season
| Anno      | Squadra             | PG  | PT  | MP   | TC%  | 3P%  | TL%  | RP  | AP  | PRP | SP  | PP   |
| --------- | ------------------- | --- | --- | ---- | ---- | ---- | ---- | --- | --- | --- | --- | ---- |
| 1998-1999 | Charlotte Hornets   | 46  | 1   | 12,1 | 40,5 | 16,7 | 76,3 | 1,8 | 1,3 | 0,7 | 0,2 | 4,5  |
| 1999-2000 | Charlotte Hornets   | 48  | 4   | 11,9 | 50,3 | 0,0  | 76,5 | 1,7 | 1,3 | 0,6 | 0,2 | 4,7  |
| 2000-2001 | Miami Heat          | 7   | 0   | 10,0 | 41,4 | 100  | 87,5 | 1,0 | 1,6 | 0,7 | 0,3 | 4,6  |
| 2001-2002 | Cleveland Cavaliers | 82  | 8   | 23,8 | 48,1 | 31,4 | 79,0 | 3,0 | 2,2 | 0,8 | 0,3 | 11,7 |
| 2002-2003 | Cleveland Cavaliers | 79  | 76  | 39,6 | 41,0 | 36,3 | 74,8 | 4,9 | 5,5 | 1,6 | 0,5 | 20,6 |
| 2003-2004 | Cleveland Cavaliers | 22  | 22  | 36,2 | 43,1 | 35,4 | 68,0 | 5,5 | 5,0 | 1,1 | 0,4 | 15,3 |
| 2003-2004 | Boston Celtics      | 57  | 5   | 29,4 | 48,8 | 38,0 | 73,2 | 4,2 | 2,6 | 1,2 | 0,2 | 14,1 |
| 2004-2005 | Boston Celtics      | 82  | 11  | 32,9 | 46,2 | 33,9 | 81,5 | 3,0 | 3,0 | 1,1 | 0,3 | 16,0 |
| 2005-2006 | Boston Celtics      | 42  | 42  | 41,6 | 46,4 | 32,0 | 78,7 | 4,5 | 5,3 | 1,2 | 0,2 | 19,7 |
| 2005-2006 | Minnesota T'wolves  | 36  | 36  | 40,6 | 42,9 | 28,2 | 80,7 | 4,6 | 4,8 | 1,2 | 0,2 | 19,1 |
| 2006-2007 | Minnesota T'wolves  | 81  | 81  | 37,3 | 46,5 | 39,7 | 83,9 | 3,9 | 4,8 | 1,0 | 0,3 | 17,0 |
| 2007-2008 | Miami Heat          | 82  | 47  | 36,1 | 43,3 | 40,5 | 78,7 | 4,3 | 3,4 | 1,1 | 0,2 | 13,8 |
| 2008-2009 | L.A. Clippers       | 36  | 9   | 21,8 | 33,9 | 31,5 | 86,1 | 1,7 | 2,3 | 0,5 | 0,1 | 6,4  |
| 2009-2010 | L.A. Clippers       | 36  | 2   | 13,9 | 43,4 | 38,1 | 58,1 | 1,6 | 1,1 | 0,3 | 0,1 | 4,4  |
| Carriera  | Carriera            | 736 | 344 | 29,8 | 44,6 | 36,1 | 78,1 | 3,5 | 3,3 | 1,0 | 0,3 | 13,5 |

#### Playoffs
| Anno     | Squadra        | PG | PT | MP   | TC%  | 3P%  | TL%  | RP  | AP  | PRP | SP  | PP   |
| -------- | -------------- | -- | -- | ---- | ---- | ---- | ---- | --- | --- | --- | --- | ---- |
| 2004     | Boston Celtics | 4  | 0  | 30,8 | 40,0 | 40,0 | 68,8 | 3,0 | 3,5 | 0,5 | 0,0 | 11,8 |
| 2005     | Boston Celtics | 7  | 2  | 34,3 | 43,2 | 33,3 | 76,9 | 3,6 | 2,0 | 1,3 | 0,3 | 12,4 |
| Carriera | Carriera       | 11 | 2  | 33,0 | 42,1 | 36,8 | 73,8 | 3,4 | 2,5 | 1,0 | 0,2 | 12,2 |